# Nuno Espírito Santo
Pour les articles homonymes, voir Nuno Santos.
Nuno Herlander Simões Espiríto Santo, plus communément appelé Nuno Espírito Santo ou parfois simplement Nuno, né le 25 janvier 1974 à São Tomé, est un footballeur portugais reconverti entraîneur. Il est l’actuel entraîneur de Nottingham Forest.

## Biographie

### Joueur
Nuno joue principalement en faveur du Vitoria Guimarães, du CP Mérida et du FC Porto.
Avec Porto, où il est le plus souvent gardien remplaçant, il remporte quatre titres de champion du Portugal.
Nuno reçoit par ailleurs 3 sélections en équipe du Portugal des moins de 21 ans.
Il participe aux Jeux olympiques d'été de 1996, où le Portugal se classe quatrième. Quelques mois plus tard, il est élu meilleur gardien du Festival international espoirs de Toulon de 1997 et en 1998. 
Il est sélectionné par Luiz Felipe Scolari afin de participer à l'Euro 2008 en tant que gardien remplaçant.

### Entraîneur
En juillet 2014, Nuno devient l'entraîneur de Valence CF où il remplace Juan Antonio Pizzi. Il parvient à qualifier Valence pour la Ligue des champions. Il démissionne fin novembre 2015 et il est remplacé par Gary Neville.
Le 1er juin 2016, il rejoint son ancien club, le FC Porto, mais en tant qu'entraîneur. Il succède à José Peseiro.
En 2018 après 1 an au FC Porto il signe dans le club anglais de Wolverhampton, conseillé par Jorge Mendes, alors en Championship. Dès la première année il remonte en Premier League en remportant le championnat de deuxième division.
Pour la saison 2018-2019 Nuno met en place un jeu rapide et séduisant en gardant les joueurs importants de la saison dernière, le club atteint la demi-finale de la FA Cup en éliminant successivement Liverpool et Manchester United, les joueurs de Nuno terminent la saison à la 7eme place du championnat, synonyme de qualification en barrage de la Ligue Europa. L'année est également marquée par de bons résultats en championnat tels que les victoires contre Tottenham et Everton ou le match nul contre Arsenal et Manchester City.
En 2021, il devient l'entraîneur de l'équipe londonienne Tottenham Hotspur où il gagnera le premier match de la saison face à Manchester City.
Son séjour sur le banc de Tottenham sera toutefois de courte durée. Après un début de saison catastrophique, durant lequel le club essuie notamment plusieurs lourdes défaites contre Chelsea, Arsenal et Manchester United, Nuno est limogé le 1er novembre 2021.
Le 5 juillet 2022, il devient le nouvel entraineur de Ittihad FC et signe un contrat de deux ans. Il est renvoyé le 7 novembre 2023. Quelques semaines plus tard le 20 décembre 2023, il est nommé nouveau coach de Nottingham Forest en signant pour 2 ans et demi.
En avril 2025, Nuno Espírito Santo a été désigné entraîneur du mois de Premier League pour le mois de mars. C’est la troisième fois qu’il remporte cette récompense cette saison, après l’avoir obtenue en octobre et en décembre 2024. Il devient ainsi le premier entraîneur de Nottingham Forest à la remporter trois fois en une seule saison.

## Statistiques

### En tant qu'entraîneur
| Rio Ave FC              | 1er juillet 2012 | 30 juin 2014      | 78  | 31  | 16 | 31 | 39,7 |
| Valence CF              | 4 juillet 2014   | 29 novembre 2015  | 62  | 32  | 16 | 14 | 51,6 |
| FC Porto                | 1er juin 2016    | 22 mai 2017       | 49  | 27  | 16 | 6  | 55,1 |
| Wolverhampton Wanderers | 31 mai 2017      | 23 mai 2021       | 96  | 53  | 22 | 21 | 55,2 |
| Tottenham Hotspur       | 30 juin 2021     | 1er novembre 2021 | 17  | 9   | 1  | 7  | 52,9 |
| Total                   | Total            | Total             | 302 | 152 | 71 | 79 | 50,3 |

## Palmarès
- Meilleur gardien du Festival International Espoirs de Toulon de 1997 et de 1998
- Vainqueur de la Coupe d'Espagne en 2002 avec le Deportivo La Corogne
- Champion du Portugal en 2003, 2004, 2008 et 2009 avec le FC Porto
- Vainqueur de la Coupe du Portugal en 2003, 2009 et 2010 avec le FC Porto
- Vainqueur de la Coupe de l'UEFA en 2003 avec le FC Porto (ne joue pas la finale)
- Vainqueur de la Ligue des champions en 2004 avec le FC Porto (ne joue pas la finale)
- Vainqueur de la Coupe intercontinentale en 2004 avec le FC Porto

## Palmarès d’entraîneur
Wolverhampton FC
- Championnat d'Angleterre de deuxième division : 2018

 Ittihad FC
- Supercoupe d'Arabie saoudite de football : 2022 (en)
- Championnat d’Arabie Saoudite : 2023

## Distinctions individuelles
Nuno Espirito Santo est élu meilleur coach du mois de septembre de Premier League, son équipe ayant décroché trois succès et un nul, avec trois clean sheets à la clé.